# CeCe Winans
Priscilla Marie Winans Love, dite Cece Winans, est une chanteuse américaine, notamment de gospel ainsi qu'une pasteure évangélique, née le 8 octobre 1964 à Détroit. Winans engrangea 15 Grammy Awards, devenant la première chanteuse gospel la plus récompensée des Grammys ; 31 Dove Awards, 17 Stellar Awards, 7 NAACP Image Awards, ainsi que de nombreuses autres récompenses et honneurs à son mérite.
Elle a une étoile sur le Hollywood Walk of Fame, et a 17 millions de ventes records certifiés par la RIAA, et plus de 19 millions estimés en total de ventes en tant qu'artiste solo,.
Le magazine Billboard liste tous ses albums solo comme best-seller de la musique Gospel, chrétienne et R&B.

## Biographie
CeCe Winans est née le 8 octobre 1964 à Détroit de Delores et David Winans. Elle fait partie d'une fratrie de 10 enfants. Elle a commencé à chanter à l'âge de 8 ans avec sa famille dans le groupe The Winans à l'église Church of God in Christ de Détroit.

### Carrière
En 1987, elle sort un premier album avec son frère, dans leur duo BeBe & CeCe Winans. En 1989, elle déménage à Nashville pour sa carrière. Winans commença sa carrière solo avec l'album Alone in His Presence, paru en 1995. Cece, ainsi que son frère BeBe, ont l'honneur d'avoir le premier album gospel à atteindre le platine par un artiste gospel. "Alone In His Presence" lui valut un Grammy Award et deux Dove Awards, dont l'Artiste féminine de l'Année. Le morceau suivant, certifié disque d'Or, Everlasting Love, est paru en 1998. La chanson "On That Day" de l'album a été écrite par la chanteuse de R&B Lauryn Hill.
En 1999, Winans commença sa propre maison de disques, Puresprings Gospel. Son premier album sur le label fut Alabaster Box en 1999. En 2000, Winans fit paraître un concert VHS intitulé Live at the Lambs Theater in New York. Le concert contenait des chansons de ses précédents albums. Winans dévoila son prochain album, l'éponyme CeCe Winans, en 2001. Le second single, "Say A Prayer" est passé dans la Musique chrétienne contemporaine.
Winans prit une pause de deux ans et revint en 2003 avec Throne Room. Les premiers exemplaires furent distribués avec un CD bonus contenant des entrevues exclusives avec l'artiste, certaines images de tournée, et le clip "More Than What I Wanted". Live in the Throne Room contenait des pistes de tous les albums de Winans. Vers septembre 2004, Winans vécut ce qu'elle pensait être une grippe mais qui s'est transformé en une sérieuse infection de l'estomac et fut immédiatement hospitalisée afin d'être opérée. En raison de la convalescence, la seconde moitié du Throne Room Tour fut reportée à début 2025.
Le septième album de Winans Purified fut dévoilé en 2005. Son neveu Mario Winans fut l'un des quatre producteurs. Son fils Alvin III a co-écrit plusieurs chansons sur l'album, et ses sœurs cadettes Angie et Debbie ont joué.
Winans fit paraître son huitième album Thy Kingdom Come le 1er avril 2008, avec le single  "Waging War".
Le 23 décembre 2010, Winans, ainsi que Bebe et Mary Mary, avec l'Église de Dieu en Christ de West Angeles ont joué sur The Tonight Show with Jay Leno.
En 2011, elle devient pasteur et fonde avec son mari l’église évangélique Nashville Life Christian Church.
De 2012 à 2014, Winans fit partie du jury du télé-crochet musical Sunday Best, sur la Black Entertainment Television, ainsi que son frère BeBe.
En 2017, Winans dévoila un dixième album, Let Them Fall in Love, pour lequel elle gagna deux Grammy Awards la Meilleure Chanson Gospel et le Meilleur Album Gospel. En 2021, Winans fit paraître son premier album live de louange, Believe for It, qui lui remporta un troisième Grammy Awards supplémentaire (dont celui du Meilleur Album Gospel) en avril 2022.
En 2024, son album More Than This paraît.

## Ouvrages
Winans a écrit trois livres : On A Positive Note, des mémoires parus le 1er août 2000 ; Throne Room: Ushered Into the Presence of God, une dévotion paru le 1er janvier 2004, et co-écrit avec Claire Cloninger ; et Always Sisters: Becoming the Princess You Were Created to Be, paru le 17 juillet 2007, co-écrit avec Claudia Mair Burney.

## Vie personnelle
Winans réside désormais à Brentwood (Tennessee), une banlieue de Nashville, avec son mari Alvin Love II. Elle a deux enfants, un fils et une fille. Elle est également grand-mère de trois petits-enfants.
Winans était la meilleure amie de Whitney Houston et la marraine de sa fille, Bobbi Kristina Brown. Le 18 février 2012, Winans chanta "Don't Cry for Me" et "Jesus Loves Me" aux funérailles de Houston, à l’église baptiste Nouvel Espoir à Newark (New Jersey).

## Discographie
- 1995 : Alone in His Presence
- 1998 : Everlasting Love
- 1998 : His Gift
- 1999 : Alabaster Box
- 2001 : CeCe Winans
- 2003 : Throne Room
- 2005 : Purified
- 2008 : Thy Kingdom Come
- 2010 : Songs of Emotional Healing
- 2010 : For Always: The Best Of CeCe Winans
- 2017 : Let Them Fall in Love
- 2024 : More Than This

## Vidéographie

### Apparitions télévisées
Cette liste n'inclut pas d'entrevues ni de performances musicales.
- 1994 : Martin (saison 3, épisode 13)
- 1997 : Living Single (saison 4, épisode 16)
- 1997-99 : CeCe's Place (sur la chaîne Odyssey)
- 2002 : Sept à la maison (épisode : "Le Soldat connu")[16]
- 2002 : Doc (épisode : "Le Prix d'un miracle")[16]
- 2003- : Praise (invitée d'honneur)

## Récompenses
En 2024, au cours de sa carrière, Winans a reçu 15 Grammy Awards, 28 Dove Awards et 16 Stellar Awards.
Elle fut également récompensée de 6 BET Awards, 7 NAACP Image Awards, 1 Soul Train Lady of Soul Award (Soul Train Music Awards), une étoile sur le Hollywood Walk of Fame et le Nashville Music City Walk of Fame. En juillet 2023, CeCe Winans reçut le Aretha Franklin Icon Award lors de la cérémonie des Stellar Gospel Music Awards.